# Världscupen i alpin skidåkning 2017/2018
Världscupen i alpin skidåkning 2017/2018 var den 52:a upplagan av världscupen. Den inleddes i Sölden i Österrike den 28 oktober 2017 och avslutades den 18 mars 2018 i Åre i Sverige. Under perioden 9–25 februari 2018 gjorde världscupen ett avbrott, då  olympiska vinterspelen avgjordes i Pyeongchang.
Regerande världscupvinnare från föregående säsong var Mikaela Shiffrin, USA och Marcel Hirscher, Österrike.

## Beskrivning
| SL | Störtlopp                           |
| SG | Super-G                             |
| SS | Storslalom                          |
| S  | Slalom                              |
| P  | Parallellstorslalom/Parallellslalom |
| CE | Stadsevenemang                      |
| AK | Alpin kombination                   |
| LT | Lagtävling                          |

## Tävlingsschema och resultat
Liten siffra efter respektive disciplin indikerar tävlingens ordningsföljd.

### Herrar[3]
| Datum                                        | Plats                  | Disciplin | Etta                              | Tvåa                             | Trea                             | Detaljer |
| -------------------------------------------- | ---------------------- | --------- | --------------------------------- | -------------------------------- | -------------------------------- | -------- |
| 29 oktober 2017                              | Sölden                 | (SS 1)    | Inställd                          | Inställd                         | Inställd                         | Inställd |
| 12 november 2017                             | Levi                   | S 1       | Felix Neureuther                  | Henrik Kristoffersen             | Mattias Hargin                   | Resultat |
| 25 november 2017                             | Lake Louise            | SL 1      | Beat Feuz                         | Matthias Mayer                   | Aksel Lund Svindal               | Resultat |
| 26 november 2017                             | Lake Louise            | SG 1      | Kjetil Jansrud                    | Max Franz                        | Hannes Reichelt                  | Resultat |
| 1 december 2017                              | Beaver Creek           | SG 2      | Vincent Kriechmayr                | Kjetil Jansrud                   | Hannes Reichelt                  | Resultat |
| 2 december 2017                              | Beaver Creek           | SL 2      | Aksel Lund Svindal                | Beat Feuz                        | Thomas Dreßen                    | Resultat |
| 3 december 2017                              | Beaver Creek           | SS 2      | Marcel Hirscher                   | Henrik Kristoffersen             | Stefan Luitz                     | Resultat |
| 9 december 2017                              | Val-d'Isère            | SS 3      | Alexis Pinturault                 | Stefan Luitz                     | Marcel Hirscher                  | Resultat |
| 10 december 2017                             | Val-d'Isère            | S 2       | Marcel Hirscher                   | Henrik Kristoffersen             | André Myhrer                     | Resultat |
| 15 december 2017                             | Val Gardena            | SG 3      | Josef Ferstl                      | Max Franz                        | Matthias Mayer                   | Resultat |
| 16 december 2017                             | Val Gardena            | SL 3      | Aksel Lund Svindal                | Kjetil Jansrud                   | Max Franz                        | Resultat |
| 17 december 2017                             | Alta Badia             | SS 4      | Marcel Hirscher                   | Henrik Kristoffersen             | Žan Kranjec                      | Resultat |
| 18 december 2017                             | Alta Badia             | P SS5     | Matts Olsson                      | Henrik Kristoffersen             | Marcel Hirscher                  | Resultat |
| 22 december 2017                             | Madonna di Campiglio   | S 3       | Marcel Hirscher                   | Luca Aerni                       | Henrik Kristoffersen             | Resultat |
| 28 december 2017                             | Bormio                 | SL 4      | Dominik Paris                     | Aksel Lund Svindal               | Kjetil Jansrud                   | Resultat |
| 29 december 2017                             | Bormio                 | AK 1      | Alexis Pinturault                 | Peter Fill                       | Kjetil Jansrud                   | Resultat |
| 1 januari 2018                               | Oslo                   | CE S4     | André Myhrer                      | Michael Matt                     | Linus Straßer                    | Resultat |
| 4 januari 2018                               | Zagreb                 | S 5       | Marcel Hirscher                   | Michael Matt                     | Henrik Kristoffersen             | Resultat |
| 6 januari 2018                               | Adelboden              | SS 6      | Marcel Hirscher                   | Henrik Kristoffersen             | Alexis Pinturault                | Resultat |
| 7 januari 2018                               | Adelboden              | S 6       | Marcel Hirscher                   | Michael Matt                     | Henrik Kristoffersen             | Resultat |
| 12 januari 2018                              | Wengen                 | AK 2      | Victor Muffat-Jeandet             | Pavel Trichitjev                 | Peter Fill                       | Resultat |
| 13 januari 2018                              | Wengen                 | SL 5      | Beat Feuz                         | Aksel Lund Svindal               | Matthias Mayer                   | Resultat |
| 14 januari 2018                              | Wengen                 | S 7       | Marcel Hirscher                   | Henrik Kristoffersen             | André Myhrer                     | Resultat |
| 19 januari 2018                              | Kitzbühel              | SG 4      | Aksel Lund Svindal                | Kjetil Jansrud                   | Matthias Mayer                   | Resultat |
| 20 januari 2018                              | Kitzbühel              | SL 6      | Thomas Dreßen                     | Beat Feuz                        | Hannes Reichelt                  | Resultat |
| 21 januari 2018                              | Kitzbühel              | S 8       | Henrik Kristoffersen              | Marcel Hirscher                  | Daniel Yule                      | Resultat |
| 23 januari 2018                              | Schladming             | S 9       | Marcel Hirscher                   | Henrik Kristoffersen             | Daniel Yule                      | Resultat |
| 27 januari 2018                              | Garmisch-Partenkirchen | SL 7      | Beat Feuz                         | Vincent Kriechmayr Dominik Paris |                                  | Resultat |
| 28 januari 2018                              | Garmisch-Partenkirchen | SS 7      | Marcel Hirscher                   | Manuel Feller                    | Ted Ligety                       | Resultat |
| 30 januari 2018                              | Stockholm              | CE S10    | Ramon Zenhäusern                  | André Myhrer                     | Linus Straßer                    | Resultat |
| Olympiska vinterspelen 2018 (9–25 februari)1 |                        |           |                                   |                                  |                                  |          |
| 3 mars 2018                                  | Kranjska Gora          | SS 8      | Marcel Hirscher                   | Henrik Kristoffersen             | Alexis Pinturault                | Resultat |
| 4 mars 2018                                  | Kranjska Gora          | S 11      | Marcel Hirscher                   | Henrik Kristoffersen             | Ramon Zenhäusern                 | Resultat |
| 10 mars 2018                                 | Kvitfjell              | SL 8      | Thomas Dreßen                     | Beat Feuz                        | Aksel Lund Svindal               | Resultat |
| 11 mars 2018                                 | Kvitfjell              | SG 5      | Kjetil Jansrud                    | Beat Feuz                        | Brice Roger                      | Resultat |
| 14 mars 2018                                 | Åre                    | SL 9      | Matthias Mayer Vincent Kriechmayr | -                                | Beat Feuz                        | Resultat |
| 15 mars 2018                                 | Åre                    | SG 6      | Vincent Kriechmayr                | Christof Innerhofer              | Thomas Dreßen Aksel Lund Svindal | Resultat |
| 17 mars 2018                                 | Åre                    | SS 9      | Marcel Hirscher                   | Henrik Kristoffersen             | Victor Muffat-Jeandet            | Resultat |
| 18 mars 2018                                 | Åre                    | S 12      | Inställd                          | Inställd                         | Inställd                         | Inställd |

Utökad information
1 Ingår ej i världscupen

### Damer[6]
| Datum                                        | Plats                  | Disciplin    | Etta                | Tvåa                | Trea               | Detaljer |
| -------------------------------------------- | ---------------------- | ------------ | ------------------- | ------------------- | ------------------ | -------- |
| 28 oktober 2017                              | Sölden                 | SS 1         | Viktoria Rebensburg | Tessa Worley        | Manuela Mölgg      | Resultat |
| 11 november 2017                             | Levi                   | S 1          | Petra Vlhová        | Mikaela Shiffrin    | Wendy Holdener     | Resultat |
| 25 november 2017                             | Killington             | SS 2         | Viktoria Rebensburg | Mikaela Shiffrin    | Manuela Mölgg      | Resultat |
| 26 november 2017                             | Killington             | S 2          | Mikaela Shiffrin    | Petra Vlhová        | Bernadette Schild  | Resultat |
| 1 december 2017                              | Lake Louise            | SL 1         | Cornelia Hütter     | Tina Weirather      | Mikaela Shiffrin   | Resultat |
| 2 december 2017                              | Lake Louise            | SL 2         | Mikaela Shiffrin    | Viktoria Rebensburg | Michelle Gisin     | Resultat |
| 3 december 2017                              | Lake Louise            | SG 1         | Tina Weirather      | Lara Gut            | Nicole Schmidhofer | Resultat |
| 8 december 2017                              | Sankt Moritz           | (AK 1)       | Inställd            | Inställd            | Inställd           | Inställd |
| 9 december 2017                              | Sankt Moritz           | SG 2         | Jasmine Flury       | Michelle Gisin      | Tina Weirather     | Resultat |
| 10 december 2017                             | Sankt Moritz           | (SG 3, AK 1) | Inställd            | Inställd            | Inställd           | Inställd |
| 16 december 2017                             | Val-d'Isère            | SG 3         | Lindsey Vonn        | Sofia Goggia        | Ragnhild Mowinckel | Resultat |
| 17 december 2017                             | Val-d'Isère            | SG 4         | Anna Veith          | Tina Weirather      | Sofia Goggia       | Resultat |
| 19 december 2017                             | Courchevel             | SS 3         | Mikaela Shiffrin    | Tessa Worley        | Manuela Mölgg      | Resultat |
| 20 december 2017                             | Courchevel             | P S3         | Mikaela Shiffrin    | Petra Vlhová        | Irene Curtoni      | Resultat |
| 28 december 2017                             | Lienz                  | S 4          | Mikaela Shiffrin    | Wendy Holdener      | Frida Hansdotter   | Resultat |
| 29 december 2017                             | Lienz                  | SS 4         | Federica Brignone   | Viktoria Rebensburg | Mikaela Shiffrin   | Resultat |
| 1 januari 2018                               | Oslo                   | CE S5        | Mikaela Shiffrin    | Wendy Holdener      | Mélanie Meillard   | Resultat |
| 4 januari 2018                               | Zagreb                 | S 6          | Mikaela Shiffrin    | Wendy Holdener      | Frida Hansdotter   | Resultat |
| 6 januari 2018                               | Kranjska Gora          | SS 5         | Mikaela Shiffrin    | Tessa Worley        | Sofia Goggia       | Resultat |
| 7 januari 2018                               | Kranjska Gora          | S 7          | Mikaela Shiffrin    | Frida Hansdotter    | Wendy Holdener     | Resultat |
| 9 januari 2018                               | Flachau                | S 8          | Mikaela Shiffrin    | Bernadette Schild   | Frida Hansdotter   | Resultat |
| 13 januari 2018                              | Bad Kleinkirchheim     | SG 5         | Federica Brignone   | Lara Gut            | Cornelia Hütter    | Resultat |
| 14 januari 2018                              | Bad Kleinkirchheim     | SL 3         | Sofia Goggia        | Federica Brignone   | Nadia Fanchini     | Resultat |
| 19 januari 2018                              | Cortina d'Ampezzo      | SL 4         | Sofia Goggia        | Lindsey Vonn        | Mikaela Shiffrin   | Resultat |
| 20 januari 2018                              | Cortina d'Ampezzo      | SL 5         | Lindsey Vonn        | Tina Weirather      | Jacqueline Wiles   | Resultat |
| 21 januari 2018                              | Cortina d'Ampezzo      | SG 6         | Lara Gut            | Johanna Schnarf     | Nicole Schmidhofer | Resultat |
| 23 januari 2018                              | Kronplatz              | SS 6         | Viktoria Rebensburg | Ragnhild Mowinckel  | Federica Brignone  | Resultat |
| 26 januari 2018                              | Lenzerheide            | AK 1         | Wendy Holdener      | Marta Bassino       | Ana Bucik          | Resultat |
| 27 januari 2018                              | Lenzerheide            | SS 7         | Tessa Worley        | Viktoria Rebensburg | Meta Hrovat        | Resultat |
| 28 januari 2018                              | Lenzerheide            | S 9          | Petra Vlhová        | Frida Hansdotter    | Wendy Holdener     | Resultat |
| 30 januari 2018                              | Stockholm              | CE S10       | Nina Haver-Løseth   | Wendy Holdener      | Petra Vlhová       | Resultat |
| 3 februari 2018                              | Garmisch-Partenkirchen | SL 6         | Lindsey Vonn        | Sofia Goggia        | Cornelia Hütter    | Resultat |
| 4 februari 2018                              | Garmisch-Partenkirchen | SL 7         | Lindsey Vonn        | Sofia Goggia        | Tina Weirather     | Resultat |
| Olympiska vinterspelen 2018 (9–25 februari)1 |                        |              |                     |                     |                    |          |
| 3 mars 2018                                  | Crans-Montana          | SG 7         | Tina Weirather      | Anna Veith          | Wendy Holdener     | Resultat |
| 4 mars 2018                                  | Crans-Montana          | AK 2         | Federica Brignone   | Michelle Gisin      | Petra Vlhová       | Resultat |
| 9 mars 2018                                  | Ofterschwang           | SS 8         | Ragnhild Mowinckel  | Viktoria Rebensburg | Mikaela Shiffrin   | Resultat |
| 10 mars 2018                                 | Ofterschwang           | S 11         | Mikaela Shiffrin    | Wendy Holdener      | Frida Hansdotter   | Resultat |
| 14 mars 2018                                 | Åre                    | SL 8         | Lindsey Vonn        | Sofia Goggia        | Alice McKennis     | Resultat |
| 15 mars 2018                                 | Åre                    | SG 8         | Sofia Goggia        | Viktoria Rebensburg | Lindsey Vonn       | Resultat |
| 17 mars 2018                                 | Åre                    | S 12         | Mikaela Shiffrin    | Wendy Holdener      | Frida Hansdotter   | Resultat |
| 18 mars 2018                                 | Åre                    | SS 9         | Inställd            | Inställd            | Inställd           | Inställd |

Utökad information
1 Ingår ej i världscupen

### Mixed/lagtävling
| Datum        | Plats | Disciplin | Etta                                                                                                 | Tvåa                                                                | Trea                                                                          | Detaljer |
| 16 mars 2018 | Åre   | LT 1      | Sverige Frida Hansdotter Anna Swenn-Larsson Emelie Wikström Mattias Hargin André Myhrer Matts Olsson | Frankrike Romane Miradoli Tessa Worley Julien Lizeroux Clément Noël | Tyskland Lena Dürr Marina Wallner Fritz Dopfer Alexander Schmid Linus Straßer | Resultat |